# Isolepis caligenis
Isolepis caligenis là loài thực vật có hoa trong họ Cói. Loài này được (V.J.Cook) Soják mô tả khoa học đầu tiên năm 1979 publ. 1980.